# Svájc a 2000. évi nyári olimpiai játékokon
Svájc az ausztráliai Sydneyben megrendezett 2000. évi nyári olimpiai játékok egyik részt vevő nemzete volt. Az országot az olimpián 19 sportágban 102 sportoló képviselte, akik összesen 9 érmet szereztek.

## Érmesek
| Érem  | Versenyző                                                      | Sportág       | Versenyszám                |
| ----- | -------------------------------------------------------------- | ------------- | -------------------------- |
| Arany | Brigitte McMahon                                               | Triatlon      | Női                        |
| Ezüst | Xeno Müller                                                    | Evezés        | Férfi egypárevezős         |
| Ezüst | Barbara Blatter                                                | Kerékpározás  | Női terep-kerékpározás     |
| Ezüst | Willi Melliger Beat Mändli Markus Fuchs Lesley McNaught-Mändli | Lovaglás      | Csapat díjugratás          |
| Ezüst | Michel Ansermet                                                | Sportlövészet | Férfi gyorstüzelő pisztoly |
| Ezüst | Gianna Hablützel-Bürki                                         | Vívás         | Női párbajtőr, egyéni      |
| Ezüst | Gianna Hablützel-Bürki Sophie Lamon Diana Romagnoli            | Vívás         | Női párbajtőr, csapat      |
| Bronz | Magali Messmer                                                 | Triatlon      | Női                        |
| Bronz | Christoph Sauser                                               | Kerékpározás  | Férfi terep-kerékpározás   |

## Atlétika
Férfi
| Versenyző                                              | Versenyszám     | Előfutam | Előfutam | Előfutam | Elődöntő | Elődöntő | Elődöntő | Döntő   | Döntő    |
| Versenyző                                              | Versenyszám     | Idő      | Hely.    | Össz.    | Idő      | Hely.    | Össz.    | Idő     | Helyezés |
| ------------------------------------------------------ | --------------- | -------- | -------- | -------- | -------- | -------- | -------- | ------- | -------- |
| André Bucher                                           | 800 m           | 1:46,51  | 2.       | 9.       | 1:44,38  | 2.       | 5.       | 1:45,40 | 5.       |
| Viktor Röthlin                                         | Maraton         |          |          |          |          |          |          | 2:20:06 | 36.      |
| Raphaël Monachon                                       | 110 m gát       | 14,80    | 6.       | 38.      | kiesett  | kiesett  | kiesett  | kiesett | kiesett  |
| Paolo Della Santa                                      | 110 m gát       | 14,12    | 8.       | 33.      | kiesett  | kiesett  | kiesett  | kiesett | kiesett  |
| Christian Belz                                         | 3000 m akadály  | 8:33,45  | 8.       | 20.      |          |          |          | kiesett | kiesett  |
| Laurent Clerc Alain Rohr Nicolas Bäriswyl André Bucher | 4 × 400 m váltó | 3:06,01  | 4.       | 15.      | kiesett  | kiesett  | kiesett  | kiesett | kiesett  |

| Versenyző     | Versenyszám | 100 m | 100 m | Távolugrás       | Távolugrás       | Súlylökés     | Súlylökés     | Magasugrás    | Magasugrás    | 400 m         | 400 m         | 110 m gát     | 110 m gát     | Diszkoszvetés | Diszkoszvetés | Rúdugrás      | Rúdugrás      | Gerelyhajítás | Gerelyhajítás | 1500 m        | 1500 m        | Végeredmény   | Végeredmény   |
| Versenyző     | Versenyszám | Idő   | Pont  | Eredmény         | Pont             | Eredmény      | Pont          | Eredmény      | Pont          | Idő           | Pont          | Idő           | Pont          | Eredmény      | Pont          | Eredmény      | Pont          | Eredmény      | Pont          | Idő           | Pont          | Pont          | Helyezés      |
| ------------- | ----------- | ----- | ----- | ---------------- | ---------------- | ------------- | ------------- | ------------- | ------------- | ------------- | ------------- | ------------- | ------------- | ------------- | ------------- | ------------- | ------------- | ------------- | ------------- | ------------- | ------------- | ------------- | ------------- |
| Philipp Huber | Tízpróba    | 11,35 | 784   | nem állt rajthoz | nem állt rajthoz | nem ért célba | nem ért célba | nem ért célba | nem ért célba | nem ért célba | nem ért célba | nem ért célba | nem ért célba | nem ért célba | nem ért célba | nem ért célba | nem ért célba | nem ért célba | nem ért célba | nem ért célba | nem ért célba | nem ért célba | nem ért célba |

Női
| Versenyző        | Versenyszám | Előfutam | Előfutam | Előfutam | Negyeddöntő | Negyeddöntő | Negyeddöntő | Elődöntő | Elődöntő | Elődöntő | Döntő   | Döntő    |
| Versenyző        | Versenyszám | Idő      | Hely.    | Össz.    | Idő         | Hely.       | Össz.       | Idő      | Hely.    | Össz.    | Idő     | Helyezés |
| ---------------- | ----------- | -------- | -------- | -------- | ----------- | ----------- | ----------- | -------- | -------- | -------- | ------- | -------- |
| Mireille Donders | 100 m       | 11,63    | 5.       | 42.*     | kiesett     | kiesett     | kiesett     | kiesett  | kiesett  | kiesett  | kiesett | kiesett  |
| Mireille Donders | 200 m       | 23,44    | 5.       | 32.      | kiesett     | kiesett     | kiesett     | kiesett  | kiesett  | kiesett  | kiesett | kiesett  |
| Sabine Fischer   | 1500 m      | 4:10,78  | 5.       | 19.      |             |             |             | 4:06,67  | 7.       | 8.       | 4:08,84 | 9.       |
| Anita Weyermann  | 1500 m      | 4:09,28  | 8.       | 8.       |             |             |             | 4:30,80  | 12.      | 24.      | kiesett | kiesett  |
| Daria Nauer      | Maraton     |          |          |          |             |             |             |          |          |          | 2:43:00 | 38.      |

* - egy másik versenyzővel azonos eredményt ért el

## Birkózás
Kötöttfogású
| Versenyző   | Versenyszám | Csoportkör                                                                                             | Csoportkör | Negyeddöntő       | Elődöntő                    | Bronz- mérkőzés             | Döntő             | Helyezés |
| Versenyző   | Versenyszám | Ellenfél Eredmény                                                                                      | Hely.      | Ellenfél Eredmény | Ellenfél Eredmény           | Ellenfél Eredmény           | Ellenfél Eredmény | Helyezés |
| ----------- | ----------- | --- | ---------- | ----------------- | --------------------------- | --------------------------- | ----------------- | -------- |
| Beat Motzer | 63 kg       | 6. csoport · Hrihorij Kamisenko (UKR) · 3-1 · Motoki Jaszutosi (JPN) · 8-3 · Rasoul Amani (NZL) · 11-0 | 1.         | erőnyerő          | Juan Luis Marén (CUB) · 0-3 | Ak'ak'i Chachua (GEO) · 2-6 |                   | 4.       |
| Urs Bürgler | 97 kg       | 5. csoport · Konsztandínosz Thánosz (GRE) · 0-4 · Pag U (KOR) · 1-0 · Ben Vincent (AUS) · 11-0         | 2.         | kiesett           | kiesett                     | kiesett                     | kiesett           | 7.       |

Szabadfogású
| Versenyző          | Versenyszám | Csoportkör                                                            | Csoportkör | Negyeddöntő       | Elődöntő          | Bronz- mérkőzés   | Döntő             | Helyezés |
| Versenyző          | Versenyszám | Ellenfél Eredmény                                                     | Hely.      | Ellenfél Eredmény | Ellenfél Eredmény | Ellenfél Eredmény | Ellenfél Eredmény | Helyezés |
| ------------------ | ----------- | --------------------------------------------------------------------- | ---------- | ----------------- | ----------------- | ----------------- | ----------------- | -------- |
| Grégory Martinetti | 85 kg       | 2. csoport · Charles Burton (USA) · 0-10 · Alioune Diouf (SEN) · 7-10 | 3.         | kiesett           | kiesett           | kiesett           | kiesett           | 16.      |
| Rolf Scherrer      | 97 kg       | 2. csoport · Ali Reza Heidari (IRI) · 1-7 · Ahmet Doğu (TUR) · 4-3    | 2.         | kiesett           | kiesett           | kiesett           | kiesett           | 10.      |

## Cselgáncs
Férfi
| Versenyző         | Versenyszám | Selejtező                               | 32-es főtábla                     | Nyolcaddöntő      | Negyeddöntő       | Elődöntő          | Vigaszág első kör | Vigaszág negyeddöntő | Vigaszág elődöntő | Bronz- mérkőzés   | Döntő             | Helyezés    |
| Versenyző         | Versenyszám | Ellenfél Eredmény                       | Ellenfél Eredmény                 | Ellenfél Eredmény | Ellenfél Eredmény | Ellenfél Eredmény | Ellenfél Eredmény | Ellenfél Eredmény    | Ellenfél Eredmény | Ellenfél Eredmény | Ellenfél Eredmény | Helyezés    |
| ----------------- | ----------- | --------------------------------------- | --------------------------------- | ----------------- | ----------------- | ----------------- | ----------------- | -------------------- | ----------------- | ----------------- | ----------------- | ----------- |
| David Moret       | Légsúly     | Elçin Mehdi İsmayılov (AZE) · 0001-1012 | kiesett                           | kiesett           | kiesett           | kiesett           |                   |                      |                   |                   |                   | helyezetlen |
| Sergei Aschwanden | Váltósúly   | erőnyerő                                | Aleksei Budõlin (EST) · 0001-1001 | kiesett           | kiesett           | kiesett           |                   |                      |                   |                   |                   | helyezetlen |

Női
| Versenyző        | Versenyszám | Selejtező         | Nyolcaddöntő                     | Negyeddöntő       | Elődöntő          | Vigaszág első kör | Vigaszág negyeddöntő | Vigaszág elődöntő | Bronz- mérkőzés   | Döntő             | Helyezés    |
| Versenyző        | Versenyszám | Ellenfél Eredmény | Ellenfél Eredmény                | Ellenfél Eredmény | Ellenfél Eredmény | Ellenfél Eredmény | Ellenfél Eredmény    | Ellenfél Eredmény | Ellenfél Eredmény | Ellenfél Eredmény | Helyezés    |
| ---------------- | ----------- | ----------------- | -------------------------------- | ----------------- | ----------------- | ----------------- | -------------------- | ----------------- | ----------------- | ----------------- | ----------- |
| Isabelle Schmutz | Harmatsúly  | erőnyerő          | Salima Souakri (ALG) · 0000-0010 | kiesett           | kiesett           |                   |                      |                   |                   |                   | helyezetlen |

## Evezés
Férfi
| Versenyző                                                   | Versenyszám              | Előfutam | Előfutam | Vigaszág | Vigaszág | Elődöntő | Elődöntő | Elődöntő | Döntő | Döntő   | Döntő | Helyezés |
| Versenyző                                                   | Versenyszám              | Idő      | Hely.    | Idő      | Hely.    | Típus    | Idő      | Hely.    | Típus | Idő     | Hely. | Helyezés |
| ----------------------------------------------------------- | ------------------------ | -------- | -------- | -------- | -------- | -------- | -------- | -------- | ----- | ------- | ----- | -------- |
| Xeno Müller                                                 | Egypárevezős             | 6:57,38  | 1.       |          |          | A/B      | 7:01,86  | 1.       | A     | 6:50,55 | 2.    |          |
| Simon Stürm Christian Stofer Michael Erdlen André Vonarburg | Négypárevezős            | 5:49,11  | 2.       |          |          | A/B      | 5:53,07  | 3.       | A     | 5:54,88 | 5.    | 5.       |
| Markus Gier Michael Gier                                    | Könnyűsúlyú kétpárevezős | 6:37,88  | 2.       | 6:35,39  | 1.       | A/B      | 6:23,08  | 2.       | A     | 6:28,52 | 5.    | 5.       |

Női
| Versenyző                       | Versenyszám              | Előfutam | Előfutam | Vigaszág | Vigaszág | Elődöntő | Elődöntő | Elődöntő | Döntő | Döntő   | Döntő | Helyezés |
| Versenyző                       | Versenyszám              | Idő      | Hely.    | Idő      | Hely.    | Típus    | Idő      | Hely.    | Típus | Idő     | Hely. | Helyezés |
| ------------------------------- | ------------------------ | -------- | -------- | -------- | -------- | -------- | -------- | -------- | ----- | ------- | ----- | -------- |
| Carolina Lüthi Bernadette Wicki | Kétpárevezős             | 7:16,94  | 4.       | 7:15,09  | 4.       |          |          |          | B     | 7:02,82 | 1.    | 7.       |
| Kim Plugge Pia Vogel            | Könnyűsúlyú kétpárevezős | 7:21,43  | 2.       | 7:12,99  | 1.       | A/B      | 7:07,22  | 3.       | A     | 7:15,57 | 5.    | 5.       |

## Kajak-kenu

### Síkvízi
Férfi
| Versenyző       | Versenyszám        | Előfutam | Előfutam | Előfutam | Elődöntő | Elődöntő | Elődöntő | Döntő   | Döntő    |
| Versenyző       | Versenyszám        | Idő      | Hely.    | Össz.    | Idő      | Hely.    | Össz.    | Idő     | Helyezés |
| --------------- | ------------------ | -------- | -------- | -------- | -------- | -------- | -------- | ------- | -------- |
| Adrian Bachmann | Kajak egyes 500 m  | 1:45,187 | 7.       | 27.      | 1:45,866 | 9.       | 24.      | kiesett | kiesett  |
| Adrian Bachmann | Kajak egyes 1000 m | 3:45,705 | 7.       | 26.      | 3:47,479 | 8.       | 24.      | kiesett | kiesett  |

### Szlalom
| Versenyző          | Versenyszám       | Selejtező | Selejtező | Selejtező | Selejtező | Selejtező  | Selejtező  | Döntő    | Döntő    | Döntő    | Döntő    | Döntő      | Döntő      |
| Versenyző          | Versenyszám       | 1. futam  | 1. futam  | 2. futam  | 2. futam  | Összesítés | Összesítés | 1. futam | 1. futam | 2. futam | 2. futam | Összesítés | Összesítés |
| Versenyző          | Versenyszám       | Pont      | Hely.     | Pont      | Hely.     | Pont       | Hely.      | Pont     | Hely.    | Pont     | Hely.    | Pont       | Helyezés   |
| ------------------ | ----------------- | --------- | --------- | --------- | --------- | ---------- | ---------- | -------- | -------- | -------- | -------- | ---------- | ---------- |
| Mathias Röthenmund | Férfi kajak egyes | 127,45    | 3.        | 125,57    | 2.        | 253,02     | 1.         | 114,92   | 9.       | 113,04   | 7.       | 227,96     | 9.         |
| Sandra Friedli     | Női kajak egyes   | 150,89    | 8.        | 155,12    | 14.       | 306,01     | 9.         | 127,79   | 6.       | 134,51   | 10.      | 262,30     | 9.         |

## Kerékpározás

### Hegyi-kerékpározás
| Versenyző           | Versenyszám        | Idő                   | Helyezés      |
| ------------------- | ------------------ | --------------------- | ------------- |
| Christoph Sauser    | Férfi terepverseny | 2:11:21,00 (+2:18,50) |               |
| Thomas Frischknecht | Férfi terepverseny | 2:12:42,49 (+3:39,99) | 6.            |
| Thomas Hochstrasser | Férfi terepverseny | nem ért célba         | nem ért célba |
| Barbara Blatter     | Női terepverseny   | 2:47:00,38 (+27,04)   |               |
| Chantal Daucourt    | Női terepverseny   | 1:56:49,53 (+7:25,15) | 11.           |

### Országúti kerékpározás
Férfi
| Versenyző       | Versenyszám   | Idő                     | Helyezés |
| --------------- | ------------- | ----------------------- | -------- |
| Markus Zberg    | Mezőnyverseny | 5:30:46 (+1:38)         | 21.      |
| Oscar Camenzind | Mezőnyverseny | 5:30:46 (+1:38)         | 37.      |
| Mauro Gianetti  | Mezőnyverseny | 5:30:46 (+1:38)         | 54.      |
| Laurent Dufaux  | Mezőnyverseny | 5:30:46 (+1:38)         | 64.      |
| Alex Zülle      | Mezőnyverseny | 5:30:46 (+1:38)         | 68.      |
| Alex Zülle      | Időfutam      | 1:02:34,088 (+4:53,668) | 33.      |

Női
| Versenyző             | Versenyszám   | Idő                     | Helyezés |
| --------------------- | ------------- | ----------------------- | -------- |
| Yvonne Schnorf        | Mezőnyverseny | 3:06:31 (+0:00)         | 9.       |
| Priska Doppmann       | Mezőnyverseny | 3:10:17 (+3:46)         | 32.      |
| Nicole Brändli-Sedoun | Mezőnyverseny | 3:06:31 (+0:00)         | 16.      |
| Nicole Brändli-Sedoun | Időfutam      | 0:45:16,764 (+3:15,983) | 22.      |

### Pálya-kerékpározás
Üldözőversenyek
| Versenyző       | Versenyszám  | Selejtező | Selejtező | Elődöntő     | Elődöntő  | Döntő        | Döntő     | Döntő    |
| Versenyző       | Versenyszám  | Idő       | Hely.     | Ellenfél Idő | Saját idő | Ellenfél Idő | Saját idő | Helyezés |
| --------------- | ------------ | --------- | --------- | ------------ | --------- | ------------ | --------- | -------- |
| Franco Marvulli | Férfi egyéni | 4:34,000  | 15.       | kiesett      | kiesett   | kiesett      | kiesett   | kiesett  |

Pontversenyek
| Név                       | Versenyszám       | Pont | Körhátrány | Helyezés |
| ------------------------- | ----------------- | ---- | ---------- | -------- |
| Bruno Risi                | Férfi pontverseny | 13   | -2         | 12.      |
| Bruno Risi Kurt Betschart | Férfi madison     | 5    | 0          | 11.      |

## Lovaglás
Díjlovaglás
| Versenyző                                                                     | Ló           | Versenyszám | 1. kör | 1. kör | 2. kör  | 2. kör  | 3. kör  | 3. kör  | Végeredmény | Végeredmény |
| Versenyző                                                                     | Ló           | Versenyszám | Pont   | Hely.  | Pont    | Hely.   | Pont    | Hely.   | Pont        | Helyezés    |
| ----------------------------------------------------------------------------- | ------------ | ----------- | ------ | ------ | ------- | ------- | ------- | ------- | ----------- | ----------- |
| Daniel Ramseier                                                               | Rali Baba    | Egyéni      | 66,56  | 19.    | 70,04   | 15.     | 69,00   | 13.     | 205,60      | 13.         |
| Christine Stückelberger                                                       | Aquamarin    | Egyéni      | 65,48  | 26.    | 66,32   | 21.     | kiesett | kiesett | 131,80      | 22.         |
| Françoise Cantamessa                                                          | Sir S        | Egyéni      | 64,92  | 30.    | kiesett | kiesett | kiesett | kiesett | kiesett     | kiesett     |
| Patricia Bottani                                                              | Diamond      | Egyéni      | 64,60  | 32.    | kiesett | kiesett | kiesett | kiesett | kiesett     | kiesett     |
| Daniel Ramseier Christine Stückelberger Françoise Cantamessa Patricia Bottani | lásd fentebb | Csapat      |        |        |         |         |         |         | 4924        | 7.          |

Díjugratás
| Versenyző                                                      | Ló           | Versenyszám | Selejtező | Selejtező | Selejtező | Selejtező | Selejtező | Selejtező | Selejtező | Selejtező | Döntő   | Döntő   | Döntő   | Döntő   | Végeredmény | Végeredmény |
| Versenyző                                                      | Ló           | Versenyszám | 1. kör    | 1. kör    | 2. kör    | 2. kör    | 2. kör    | 3. kör    | 3. kör    | 3. kör    | 1. kör  | 1. kör  | 2. kör  | 2. kör  | Végeredmény | Végeredmény |
| Versenyző                                                      | Ló           | Versenyszám | Bünt.     | Hely.     | Bünt.     | Össz.     | Hely.     | Bünt.     | Össz.     | Hely.     | Bünt.   | Hely.   | Bünt.   | Hely.   | Bünt.       | Helyezés    |
| -------------------------------------------------------------- | ------------ | ----------- | --------- | --------- | --------- | --------- | --------- | --------- | --------- | --------- | ------- | ------- | ------- | ------- | ----------- | ----------- |
| Beat Mändli                                                    | Pozitano     | Egyéni      | 9,75      | 32.       | 8,00      | 17,75     | 30.       | 0,00      | 17,75     | 15.       | 9,00    | 19.     | 0,00    | 1.      | 9,00        | 9.          |
| Willi Melliger                                                 | Calvaro V    | Egyéni      | 18,00     | 57.       | 0,00      | 18,00     | 32.       | 0,00      | 18,00     | 16.       | 4,00    | 5.      | 8,00    | 13.     | 12,00       | 10.*        |
| Markus Fuchs                                                   | Tinka's Boy  | Egyéni      | 5,25      | 13.       | 0,00      | 5,25      | 3.        | 8,00      | 13,25     | 9.        | 12,00   | 20.     | kiesett | kiesett | kiesett     | kiesett     |
| Lesley McNaught-Mändli                                         | Dulf         | Egyéni      | 13,50     | 41.       | 12,00     | 25,50     | 48.       | 4,00      | 29,50     | 37.       | kiesett | kiesett | kiesett | kiesett | kiesett     | kiesett     |
| Willi Melliger Beat Mändli Markus Fuchs Lesley McNaught-Mändli | lásd fentebb | Csapat      |           |           |           |           |           |           |           |           | 8,00    | 1.**    | 8,00    | 2.      | 16,00       |             |

* - egy másik versenyzővel azonos eredményt ért el

** - egy másik csapattal azonos eredményt ért el

## Műugrás
Férfi
| Versenyző            | Versenyszám    | Selejtező | Selejtező | Elődöntő | Elődöntő | Döntő   | Döntő    |
| Versenyző            | Versenyszám    | Pont      | Helyezés  | Pont     | Helyezés | Pont    | Helyezés |
| -------------------- | -------------- | --------- | --------- | -------- | -------- | ------- | -------- |
| Jean-Romain Delaloye | Egyéni műugrás | 292,68    | 45.       | kiesett  | kiesett  | kiesett | kiesett  |

Női
| Versenyző                                     | Versenyszám      | Selejtező | Selejtező | Elődöntő | Elődöntő | Döntő   | Döntő    |
| Versenyző                                     | Versenyszám      | Pont      | Helyezés  | Pont     | Helyezés | Pont    | Helyezés |
| --------------------------------------------- | ---------------- | --------- | --------- | -------- | -------- | ------- | -------- |
| Catherine Maliev-Aviolat                      | Egyéni műugrás   | 204,06    | 38.       | kiesett  | kiesett  | kiesett | kiesett  |
| Jacqueline Schneider Catherine Maliev-Aviolat | Szinkron műugrás |           |           |          |          | 256,20  | 8.       |

## Öttusa
| Versenyző          | Versenyszám | Lövészet | Lövészet | Lövészet | Vívás    | Vívás | Vívás | Úszás   | Úszás | Úszás | Lovaglás | Lovaglás | Lovaglás | Lovaglás | Futás    | Futás | Futás | Összesen    | Összesen |
| Versenyző          | Versenyszám | Pontszám | Pont     | Hely.    | Eredmény | Pont  | Hely. | Idő     | Pont  | Hely. | Idő      | Hibapont | Pont     | Hely.    | Idő      | Pont  | Hely. | Összes pont | Helyezés |
| ------------------ | ----------- | -------- | -------- | -------- | -------- | ----- | ----- | ------- | ----- | ----- | -------- | -------- | -------- | -------- | -------- | ----- | ----- | ----------- | -------- |
| Florence Dinichert | Női         | 184      | 1144     | 2.*      | 11-13    | 800   | 9.**  | 2:38,18 | 1019  | 24.   | 1:02,02  | 150      | 950      | 13.      | 11:10,38 | 1040  | 10.   | 4953        | 12.      |

* - egy másik versenyzővel azonos eredményt ért el

** - nyolc másik versenyzővel azonos eredményt ért el

## Röplabda

### Strandröplabda

#### Férfi
| Versenyző                 | 1. forduló                                              | Reményág          | Reményág          | Nyolcaddöntő                                          | Negyeddöntő                                          | Elődöntő          | Döntő             | Helyezés |
| Versenyző                 | 1. forduló                                              | 1. forduló        | 2. forduló        | Nyolcaddöntő                                          | Negyeddöntő                                          | Elődöntő          | Döntő             | Helyezés |
| Versenyző                 | Ellenfél Eredmény                                       | Ellenfél Eredmény | Ellenfél Eredmény | Ellenfél Eredmény                                     | Ellenfél Eredmény                                    | Ellenfél Eredmény | Ellenfél Eredmény | Helyezés |
| ------------------------- | ------------------------------------------------------- | ----------------- | ----------------- | ----------------------------------------------------- | ---------------------------------------------------- | ----------------- | ----------------- | -------- |
| Martin Laciga Paul Laciga | Csehország (CZE) · Michal Palinek · Martin Lébl · 15-13 |                   |                   | Ausztrália (AUS) · Julien Prosser · Leo Zahner · 15-8 | Portugália (POR) · Miguel Maia · João Brenha · 11-15 | kiesett           | kiesett           | 5.       |

## Sportlövészet
Férfi
| Versenyző       | Versenyszám          | Selejtező | Selejtező | Döntő | Döntő    |
| Versenyző       | Versenyszám          | Pont      | Helyezés  | Pont  | Helyezés |
| --------------- | -------------------- | --------- | --------- | ----- | -------- |
| Michel Ansermet | Gyorstüzelő pisztoly | 587       | 1.**      | 686,1 |          |

Női
| Versenyző      | Versenyszám           | Selejtező | Selejtező | Döntő   | Döntő    |
| Versenyző      | Versenyszám           | Pont      | Helyezés  | Pont    | Helyezés |
| -------------- | --------------------- | --------- | --------- | ------- | -------- |
| Oriana Scheuss | Légpuska              | 388       | 36.****   | kiesett | kiesett  |
| Oriana Scheuss | Sportpuska, összetett | 575       | 17.**     | kiesett | kiesett  |
| Gaby Bühlmann  | Sportpuska, összetett | 572       | 23.**     | kiesett | kiesett  |
| Gaby Bühlmann  | Légpuska              | 390       | 28.***    | kiesett | kiesett  |

** - két másik versenyzővel azonos eredményt ért el

*** - három másik versenyzővel azonos eredményt ért el

**** - négy másik versenyzővel azonos eredményt ért el

***** - öt másik versenyzővel azonos eredményt ért el

## Szinkronúszás
| Versenyző                     | Versenyszám | Selejtező           | Selejtező           | Selejtező        | Selejtező        | Selejtező  | Selejtező  | Döntő               | Döntő               | Döntő            | Döntő            | Döntő      | Döntő      |
| Versenyző                     | Versenyszám | Technikai gyakorlat | Technikai gyakorlat | Szabad gyakorlat | Szabad gyakorlat | Összesítés | Összesítés | Technikai gyakorlat | Technikai gyakorlat | Szabad gyakorlat | Szabad gyakorlat | Összesítés | Összesítés |
| Versenyző                     | Versenyszám | Pont                | Hely.               | Pont             | Hely.            | Pont       | Hely.      | Pont                | Hely.               | Pont             | Hely.            | Pont       | Helyezés   |
| ----------------------------- | ----------- | ------------------- | ------------------- | ---------------- | ---------------- | ---------- | ---------- | ------------------- | ------------------- | ---------------- | ---------------- | ---------- | ---------- |
| Madeleine Perk Belinda Schmid | Páros       | 91,867              | 11.                 | 92,200           | 10.*             | 92,083     | 11.        | 91,867              | 11.                 | 92,133           | 10.              | 92,039     | 10.        |

## Tenisz
Férfi
| Versenyző     | Versenyszám | 64-es főtábla                   | 32-es főtábla                 | Nyolcaddöntő                      | Negyeddöntő                  | Elődöntő                    | Bronz- mérkőzés                          | Döntő             | Helyezés |
| Versenyző     | Versenyszám | Ellenfél Eredmény               | Ellenfél Eredmény             | Ellenfél Eredmény                 | Ellenfél Eredmény            | Ellenfél Eredmény           | Ellenfél Eredmény                        | Ellenfél Eredmény | Helyezés |
| ------------- | ----------- | ------------------------------- | ----------------------------- | --------------------------------- | ---------------------------- | --------------------------- | ---------------------------------------- | ----------------- | -------- |
| Roger Federer | Egyes       | David Prinosil (GER) · 6–2, 6–2 | Karol Kučera (SVK) · 6–4, 7–6 | Mikael Tillström (SWE) · 6–1, 6–2 | Karim Alami (MAR) · 7–6, 6–1 | Tommy Haas (GER) · 3–6, 2–6 | Arnaud Di Pasquale (FRA) · 6–7, 7–6, 3–6 |                   | 4.       |

Női
| Versenyző                           | Versenyszám | 64-es főtábla                        | 32-es főtábla                                                                | Nyolcaddöntő      | Negyeddöntő       | Elődöntő          | Bronz- mérkőzés   | Döntő             | Helyezés |
| Versenyző                           | Versenyszám | Ellenfél Eredmény                    | Ellenfél Eredmény                                                            | Ellenfél Eredmény | Ellenfél Eredmény | Ellenfél Eredmény | Ellenfél Eredmény | Ellenfél Eredmény | Helyezés |
| ----------------------------------- | ----------- | ------------------------------------ | ---------------------------------------------------------------------------- | ----------------- | ----------------- | ----------------- | ----------------- | ----------------- | -------- |
| Emmanuelle Gagliardi                | Egyes       | Wynne Prakusya (INA) · 6–4, 7–6      | Jana Kandarr (GER) · 5–7, 4–6                                                | kiesett           | kiesett           | kiesett           | kiesett           | kiesett           | 17.      |
| Mirka Vavrinec                      | Egyes       | Jelena Gyementyjeva (RUS) · 1–6, 1–6 | kiesett                                                                      | kiesett           | kiesett           | kiesett           | kiesett           | kiesett           | 33.      |
| Emmanuelle Gagliardi Mirka Vavrinec | Páros       |                                      | Venezuela (VEN) · Milagros Sequera · María Alejandra Vento-Kabchi · 2–6, 5–7 | kiesett           | kiesett           | kiesett           | kiesett           | kiesett           | 17.      |

## Torna
Férfi
| Versenyző   | Versenyszám      | Selejtező | Selejtező | Döntő    | Döntő    |
| Versenyző   | Versenyszám      | Pontszám  | Helyezés  | Pontszám | Helyezés |
| ----------- | ---------------- | --------- | --------- | -------- | -------- |
| Dieter Rehm | Talaj            | 8,025     | 75.       | kiesett  | kiesett  |
| Dieter Rehm | Ugrás            | 9,725     | 5.        | 9,006    | 8.       |
| Dieter Rehm | Korlát           | 9,487     | 33.       | kiesett  | kiesett  |
| Dieter Rehm | Nyújtó           | 9,737     | 7.**      | 8,925    | 7.       |
| Dieter Rehm | Gyűrű            | 8,862     | 67.       | kiesett  | kiesett  |
| Dieter Rehm | Lólengés         | 8,587     | 72.       | kiesett  | kiesett  |
| Dieter Rehm | Egyéni összetett | 54,423    | 42.       | kiesett  | kiesett  |

** - két másik versenyzővel azonos eredményt ért el

### Trambulin
| Versenyző      | Versenyszám | Selejtező | Selejtező | Döntő    | Döntő    |
| Versenyző      | Versenyszám | Pontszám  | Helyezés  | Pontszám | Helyezés |
| -------------- | ----------- | --------- | --------- | -------- | -------- |
| Markus Wiesner | Férfi       | 62,3      | 11.       | kiesett  | kiesett  |

## Triatlon
| Versenyző                 | Versenyszám | 1,5 km úszás | Depózás 1 | 40 km kerékpározás | Depózás 2 | 10 km futás | Összesítés | Összesítés |
| Versenyző                 | Versenyszám | Idő          | Idő       | Idő                | Idő       | Idő         | Idő        | Helyezés   |
| ------------------------- | ----------- | ------------ | --------- | ------------------ | --------- | ----------- | ---------- | ---------- |
| Reto Hug                  | Férfi       | 17:55,59     | 21,90     | 58:54,90           | 17,41     | 31:51,50    | 1:49:21,30 | 8.         |
| Markus Keller             | Férfi       | 18:16,59     | 21,70     | 58:29,70           | 21,50     | 32:45,76    | 1:50:15,25 | 18.        |
| Jean-Christophe Guinchard | Férfi       | 18:25,60     | 21,39     | 58:19,20           | 17,30     | 33:27,27    | 1:50:50,76 | 24.        |
| Brigitte McMahon          | Női         | 19:16,88     | 27,70     | 1:05:14,50         | 27,80     | 35:13,64    | 2:00:40,52 |            |
| Magali Messmer            | Női         | 19:14,88     | 24,50     | 1:05:18,70         | 21,30     | 35:49,45    | 2:01:08,83 |            |
| Sibylle Matter            | Női         | 20:01,28     | 35,00     | 1:12:31,70         | 22,90     | 39:54,50    | 2:13:25,38 | 36.        |

## Úszás
Férfi
| Versenyző                                            | Versenyszám            | Előfutam | Előfutam | Előfutam | Elődöntő | Elődöntő | Elődöntő | Döntő   | Döntő    |
| Versenyző                                            | Versenyszám            | Idő      | Hely.    | Össz.    | Idő      | Hely.    | Össz.    | Idő     | Helyezés |
| ---------------------------------------------------- | ---------------------- | -------- | -------- | -------- | -------- | -------- | -------- | ------- | -------- |
| Christophe Bühler                                    | 50 m gyors             | 23,15    | 4.       | 31.      | kiesett  | kiesett  | kiesett  | kiesett | kiesett  |
| Karel Novy                                           | 100 m gyors            | 50,19    | 6.       | 19.*     | kiesett  | kiesett  | kiesett  | kiesett | kiesett  |
| Philipp Gilgen                                       | 100 m hát              | 57,50    | 3.       | 35.      | kiesett  | kiesett  | kiesett  | kiesett | kiesett  |
| Remo Lütolf                                          | 100 m mell             | 1:02,54  | 6.       | 16.      | 1:01,81  | 4.       | 8.       | 1:01,88 | 8.       |
| Philippe Meyer                                       | 100 m pillangó         | 54,85    | 2.       | 31.      | kiesett  | kiesett  | kiesett  | kiesett | kiesett  |
| Yves Platel                                          | 200 m vegyes           | 2:05,19  | 4.       | 28.      | kiesett  | kiesett  | kiesett  | kiesett | kiesett  |
| Yves Platel                                          | 400 m vegyes           | 4:22,38  | 2.       | 18.      |          |          |          | kiesett | kiesett  |
| Philipp Gilgen Remo Lütolf Philippe Meyer Karel Novy | 4 × 100 m vegyes váltó | 3:42,78  | 6.       | 16.      |          |          |          | kiesett | kiesett  |

Női
| Versenyző        | Versenyszám | Előfutam | Előfutam | Előfutam | Elődöntő | Elődöntő | Elődöntő | Döntő   | Döntő    |
| Versenyző        | Versenyszám | Idő      | Hely.    | Össz.    | Idő      | Hely.    | Össz.    | Idő     | Helyezés |
| ---------------- | ----------- | -------- | -------- | -------- | -------- | -------- | -------- | ------- | -------- |
| Chantal Strasser | 800 m gyors | 8:35,84  | 2.       | 11.      |          |          |          | kiesett | kiesett  |
| Chantal Strasser | 400 m gyors | 4:16,17  | 6.       | 21.      |          |          |          | kiesett | kiesett  |
| Flavia Rigamonti | 400 m gyors | 4:11,77  | 3.       | 9.       |          |          |          | kiesett | kiesett  |
| Flavia Rigamonti | 800 m gyors | 8:30,44  | 1.       | 4.       |          |          |          | 8:25,91 | 4.       |
| Agatha Czaplicki | 100 m mell  | 1:13,19  | 3.       | 27.      | kiesett  | kiesett  | kiesett  | kiesett | kiesett  |
| Agatha Czaplicki | 200 m mell  | 2:32,98  | 8.       | 22.      | kiesett  | kiesett  | kiesett  | kiesett | kiesett  |

* - egy másik versenyzővel azonos eredményt ért el

## Vitorlázás
Férfi
| Versenyző                | Versenyszám    | Futam  | Futam  | Futam | Futam | Futam | Futam | Futam | Futam | Futam | Futam | Futam | Pontszám | Helyezés |
| Versenyző                | Versenyszám    | 1      | 2      | 3     | 4     | 5     | 6     | 7     | 8     | 9     | 10    | 11    | Pontszám | Helyezés |
| ------------------------ | -------------- | ------ | ------ | ----- | ----- | ----- | ----- | ----- | ----- | ----- | ----- | ----- | -------- | -------- |
| Peter Theurer            | Finn dingi     | 16     | 13     | (21)  | 4     | 18    | 19    | 8     | 20    | (26*) | 4     | 18    | 120,0    | 18.      |
| Lukas Erni Simon Brügger | 470-es osztály | (30,0) | (28,0) | 27,0  | 24,0  | 20,0  | 7,0   | 20,0  | 26,0  | 27,0  | 8,0   | 25,0  | 184,0    | 27.      |

* - nem indult
Női
| Versenyző  | Versenyszám     | Futam | Futam | Futam | Futam | Futam | Futam | Futam | Futam | Futam | Futam | Futam | Pontszám | Helyezés |
| Versenyző  | Versenyszám     | 1     | 2     | 3     | 4     | 5     | 6     | 7     | 8     | 9     | 10    | 11    | Pontszám | Helyezés |
| ---------- | --------------- | ----- | ----- | ----- | ----- | ----- | ----- | ----- | ----- | ----- | ----- | ----- | -------- | -------- |
| Anja Käser | Szörfvitorlázás | 14    | (16)  | 7     | 7     | 10    | 12    | 13    | 10    | 13    | (18)  | 4     | 90,0     | 12.      |

Nyílt
| Versenyző                     | Versenyszám        | Futam | Futam | Futam | Futam  | Futam  | Futam | Futam | Futam | Futam | Futam | Futam | Futam | Futam | Futam | Futam | Futam | Pontszám | Helyezés |
| Versenyző                     | Versenyszám        | 1     | 2     | 3     | 4      | 5      | 6     | 7     | 8     | 9     | 10    | 11    | 12    | 13    | 14    | 15    | 16    | Pontszám | Helyezés |
| ----------------------------- | ------------------ | ----- | ----- | ----- | ------ | ------ | ----- | ----- | ----- | ----- | ----- | ----- | ----- | ----- | ----- | ----- | ----- | -------- | -------- |
| Flavio Marazzi Renato Marazzi | Csillaghajó        | 13,0  | 14,0  | 4,0   | (17,0) | (17,0) | 17,0  | 16,0  | 12,0  | 6,0   | 10,0  | 5,0   |       |       |       |       |       | 97,0     | 15.      |
| Thomas Rüegge Claude Maurer   | Könnyű 49-es dingi | 15    | 6     | 14    | 4      | 10     | (17)  | 8     | 9     | (17)  | 14    | 11    | 15    | 9     | 13    | 12    | 11    | 151,0    | 15.      |

## Vívás
Férfi
| Versenyző      | Versenyszám       | Selejtező                | 32-es főtábla              | Nyolcaddöntő               | Negyeddöntő             | Elődöntő                  | Bronz- mérkőzés         | Döntő             | Helyezés |
| Versenyző      | Versenyszám       | Ellenfél Eredmény        | Ellenfél Eredmény          | Ellenfél Eredmény          | Ellenfél Eredmény       | Ellenfél Eredmény         | Ellenfél Eredmény       | Ellenfél Eredmény | Helyezés |
| -------------- | ----------------- | ------------------------ | -------------------------- | -------------------------- | ----------------------- | ------------------------- | ----------------------- | ----------------- | -------- |
| Marcel Fischer | Párbajtőr, egyéni | erőnyerő                 | Jang Nöszong (KOR) · 13-12 | Arnd Schmitt (GER) · 15-10 | Zhao Gang (CHN) · 15-10 | Hugues Obry (FRA) · 13-15 | I Szanggi (KOR) · 14-15 |                   | 4.       |
| Laurent Waller | Kard, egyéni      | I Szungvon (KOR) · 13-15 | kiesett                    | kiesett                    | kiesett                 | kiesett                   | kiesett                 | kiesett           | 33.      |

Női
| Versenyző                                           | Versenyszám       | Selejtező                          | 32-es főtábla                    | Nyolcaddöntő                   | Negyeddöntő                                                          | Elődöntő                                             | Bronz- mérkőzés   | Döntő                                                                                                 | Helyezés |
| Versenyző                                           | Versenyszám       | Ellenfél Eredmény                  | Ellenfél Eredmény                | Ellenfél Eredmény              | Ellenfél Eredmény                                                    | Ellenfél Eredmény                                    | Ellenfél Eredmény | Ellenfél Eredmény                                                                                     | Helyezés |
| --------------------------------------------------- | ----------------- | ---------------------------------- | -------------------------------- | ------------------------------ | -------------------------------------------------------------------- | ---------------------------------------------------- | ----------------- | --- | -------- |
| Gianna Hablützel-Bürki                              | Párbajtőr, egyéni | erőnyerő                           | Mirayda García (CUB) · 15-14     | Mincza Ildikó (HUN) · 15-9     | Zuleydis Ortíz (CUB) · 15-14                                         | Tatyjana Logunova (RUS) · 13-12                      |                   | Nagy Tímea (HUN) · 11-15                                                                              |          |
| Diana Romagnoli                                     | Párbajtőr, egyéni | erőnyerő                           | Margrete Mørch (NOR) · 15-13     | Zuleydis Ortíz (CUB) · 11-15   | kiesett                                                              | kiesett                                              | kiesett           | kiesett                                                                                               | 12.      |
| Sophie Lamon                                        | Párbajtőr, egyéni | Ángela María Espinosa (COL) · 15-9 | Cristiana Cascioli (ITA) · 15-12 | Tatyjana Logunova (RUS) · 8-15 | kiesett                                                              | kiesett                                              | kiesett           | kiesett                                                                                               | 15.      |
| Gianna Hablützel-Bürki Sophie Lamon Diana Romagnoli | Párbajtőr, csapat |                                    |                                  |                                | Kuba (CUB) · Tamara Esteri · Zuleydis Ortíz · Mirayda García · 45-38 | Kína (CHN) · Li Na · Liang Qin · Yang Shaoqi · 45-33 |                   | Oroszország (RUS) · Karina Aznavurjan · Tatyjana Logunova · Marija Mazina · Okszana Jermakova · 35-45 |          |